# Christian Hymnary
The Christian Hymnary (pol. Chrześcijański zbiór hymnów) – największy śpiewnik wykorzystywany przez mennonitów i anabaptystów. Został opracowany w latach 1960–1972 przez Johna J. Overholta i został opublikowany w 1972 roku. W śpiewniku znajduje się ponad 1000 hymnów, w tym hymny klasyczne, pieśni męczenników ze śpiewnika Ausbund, pieśni ewangeliczne i pieśni gospel oraz melodie ze śpiewnika Harmonia Sacra. Jest szeroko stosowany wśród konserwatywnych grup menonitów. Książka jest przeznaczona do śpiewania w kościele, domu i szkołach, książka jest podzielona na 4 części: hymny i pieści powszechnego użytku, pieśni dla chóru, piosenki dla dzieci i pieśni gospel.